# Симд (танец)
Симд (осет. симд, синд) — народный осетинский массовый хороводный танец.
Музыкальный размер 4/4, 2/4, реже 6/8. Именем танца назван Государственный ансамбль песни и танца Южной Осетии «Симд» им. Б. Галаева.
«Даже если бы осетины создали только один танец симд, они были бы великой нацией», — сказал однажды балкарский поэт и журналист Кайсын Кулиев. 

## Этимология названия
Для обозначения понятий танец (сольный или парный) и хороводный танец (массовый) в осетинском языке существуют отдельные слова. Так, слово кафт (от кафын — «танцевать, плясать») обозначает понятие сольного или парного танца, а словом симд (от глагола симын — «танцевать осетинский хороводный танец») обозначается явление массового танца осетин.

## Виды симдов
- Симд нартов (осет. нæртон симд) — старинный осетинский двухъярусный танец[11][12].
- Круговой симд (осет. тымбыл симд).
- Симд на одной ноге и другие.

## Нартский эпос
Герои осетинского Нартского эпоса часто проводили состязания на лучшее исполнение симда. Как правило, побеждали самые выдающиеся нарты.